# کوروین اسپرینگز (مونتانا)
کوروین اسپرینگز (به انگلیسی: Corwin Springs) یک منطقهٔ مسکونی در ایالات متحده آمریکا است که در شهرستان پارک، مونتانا واقع شده‌است. کوروین اسپرینگز ۱۰۹ نفر جمعیت دارد و ۱٬۵۶۴٫۸۶ متر بالاتر از سطح دریا واقع شده‌است.